# HD22384
HD22384 є хімічно пекулярною зорею спектрального класу
A7 й має видиму зоряну величину в смузі V приблизно  9,5.

## Пекулярний хімічний вміст
Зоряна атмосфера GSC8873-690 має підвищений вміст 
Ca
.